# Dimorphanthera gracilis
Dimorphanthera gracilis är en ljungväxtart som beskrevs av Herman Otto Sleumer. Dimorphanthera gracilis ingår i släktet Dimorphanthera och familjen ljungväxter. Inga underarter finns listade i Catalogue of Life.